# Den Twaalf
Den Twaalf is een Belgisch bier van hoge gisting.
Het bier wordt gebrouwen in Brouwerij 't Gaverhopke te Stasegem. Het is een bruin bier met een alcoholpercentage van 12% met nagisting op fles.